# ダーラム発酵管
ダーラム発酵管（ダーラムはっこうかん、Durham fermentation tube、ダーラム管）は微生物学の実験器具で、細菌のガス産生能を調べるための発酵管の一種である。

## 概要
ダーラム発酵管は、細菌のガス産生能の有無を調べる道具としてDurham (1898)が発表した発酵管である。
厚生労働省 (2004) はダーラム発酵管を
綿栓またはシリコン栓をした小試験管 (150 x 12 mm) に一端を封じた小ガラス管 (50 x 6 mm) を開口部を下にして入れたもの
と定義する。
ダーラム発酵管に液体培地を入れ、高圧蒸気滅菌し、滅菌後急冷して、小ガラス管内に気泡のない発酵管を選ぶ。
これに細菌を接種して培養し、培養後小ガラス管内に気泡があれば、接種した細菌はガス産生能があると判断される。
食品の大腸菌群検査等にも利用される。